# Scarpa d'oro 2005
La Scarpa d'oro 2005 è il riconoscimento calcistico che è stato assegnato al miglior marcatore assoluto in Europa tenendo presente le marcature segnate nel rispettivo campionato nazionale per il valore del coefficiente UEFA nella stagione 2004-2005. Il premio è stato assegnato a pari merito a Thierry Henry e Diego Forlán, che hanno realizzato 25 reti rispettivamente nella Premier League e nella Liga.

## Classifica finale
| Pos | Campionato     | Nome                | Squadra           | Gol | C-UEFA | Pti  |
| --- | -------------- | ------------------- | ----------------- | --- | ------ | ---- |
| 1   | Premier League | Thierry Henry       | Arsenal           | 25  | x2     | 50   |
| 1   | Liga           | Diego Forlán        | Villarreal        | 25  | x2     | 50   |
| 3   | Liga           | Samuel Eto'o        | Barcellona        | 24  | x2     | 48   |
| 3   | Bundesliga     | Marek Mintál        | Norimberga        | 24  | x2     | 48   |
| 3   | Serie A        | Cristiano Lucarelli | Livorno           | 24  | x2     | 48   |
| 6   | Türkiye 1.Lig  | Fatih Tekke         | Trabzonspor       | 31  | x1,5   | 46,5 |
| 7   | Serie A        | Alberto Gilardino   | Parma             | 23  | x2     | 46   |
| 8   | Liga           | Ricardo Oliveira    | Betis             | 22  | x2     | 44   |
| 8   | Bundesliga     | Roy Makaay          | Bayern Monaco     | 22  | x2     | 44   |
| 10  | Eredivisie     | Dirk Kuijt          | Feyenoord         | 29  | x1,5   | 43,5 |
| 11  | Serie A        | Vincenzo Montella   | Roma              | 21  | x2     | 42   |
| 11  | Liga           | Ronaldo             | Real Madrid       | 21  | x2     | 42   |
| 11  | Premier League | Andy Johnson        | Crystal Palace    | 21  | x2     | 42   |
| 14  | A PFG          | Martin Kamburov     | Lokomotiv Plovdiv | 27  | x1,5   | 40,5 |
| 15  | Ligue 1        | Alexander Frei      | Rennes            | 20  | x2     | 40   |
| 15  | Bundesliga     | Dimităr Berbatov    | Bayer Leverkusen  | 20  | x2     | 40   |
| 15  | Serie A        | Luca Toni           | Palermo           | 20  | x2     | 40   |
| 18  | Super League   | Christian Giménez   | Basilea           | 26  | x1,5   | 39   |
| 19  | Serie A        | Mirko Vučinić       | Lecce             | 19  | x2     | 38   |
| 20  | Primeira Liga  | Liédson             | Sporting Lisbona  | 25  | x1,5   | 37,5 |
| 20  | Premier League | John Hartson        | Celtic            | 25  | x1,5   | 37,5 |